# Sint-Vaastkerk (Mametz)
De Sint-Vaastkerk (Frans: Église Saint-Vaast) is de parochiekerk van de in het Franse departement Pas-de-Calais gelegen plaats Mametz.

## Geschiedenis
Oorspronkelijk was de kerk van Mametz een hulpkerk van de parochie Blessy. Het tiendrecht kwam toe aan de Abdij van Sint-Bertinus te Sint-Omaars en de Abdij van Sint-Jan-op-de-Berg (Abbaye de Saint-Jean-au-Mont) te Terwaan. Het koor zal ergens in de jaren 1470-1480 zijn gebouwd en vormt tegenwoordig het oudste deel van de kerk. In de 17e eeuw leed de kerk grote schade tijdens de Frans-Spaanse Oorlog en het conflict van 1683-1684. In 1690 werd een nieuwe toren gebouwd.
In 1826 werd een spits op de toren geplaatst. Van 1876-1879 werd het schip gerestaureerd onder leiding van Emile Libersalle. In 1887 werd de spits vernieuwd.

## Gebouw
Het betreft een natuurstenen kruiskerk met zware voorgebouwde toren, welke vier geledingen telt. De kerk omvat drie bouwperioden. De toren is van eind 17e eeuw en gewijzigd in 1887. Het eenbeukig schip en het transept zijn van 1877. Het koor is van voor 1480. Het koor is vijfzijdig gesloten en voorzien van zware steunberen.